# Arno Stoffels
Arnold Joseph Peter (Arno) Stoffels (* 21. Mai 1908 in Bonneweg; † 20. April 1976 in Luxemburg Stadt) war ein luxemburgischer Maler.

## Leben
Stoffels studierte Kunst in München und Brüssel und war Mitglied des cal (cercle artistique luxembourgeois). Seine Spezialität war die figürliche Malerei, mit Vorliebe für luxemburgische Landschaften und insbesondere die alte Festungsstadt Luxemburg. Er nahm an den luxemburgischen Kunstausstellungen teil und eröffnete im Jahr 1965 seine eigene Kunstgalerie in der Avenue du X septembre in Luxemburg.
Nach mehreren Teilnahmen an in- und ausländischen Ausstellungen widmete die Stadt Remich dem Maler im Jahr 1984 eine Retrospektive, dessen Werke von mehreren Schaffensperioden und Stilrichtungen gekennzeichnet sind. Sein Werk erstreckte sich vom späten Jugendstil über Impressionismus und Expressionismus bis zum Modernismus und dies in immer neuen Techniken.
Laut Lambert Herr, welcher in seinem Werk Signatures Schätzpreise der luxemburgischen Maler angibt, liegt ein Auktionsresultat von 1982 von 75.000 LUF für ein 68 × 82 cm Ölgemälde vor, anhand dessen er eine Preisprognose für das Jahr 2000 von 147.000 LUF, also 3644 Euro errechnet. Die gleiche Quelle gibt eine Gouachezeichnung 40 × 50 cm, verkauft 1993 für 35.000 LUF, an, aus der sich eine Preisprognose für eine Gouache im Jahr 2000 von 52.000 LUF, also 1.289 Euro ergibt.